# Turner Network Television
Turner Network Television (TNT) — американський кабельний телеканал, створений медіа-магнатом Тедом Тернером, а останнім часом належить «Turner Broadcasting System», підрозділу «Time Warner». З 2007 року TNT запустила міжнародну версію телеканалу в більшості європейських країн.

## Деякі поточні програми телеканалу
Станом на 26 лютого 2021:
- 2020 — Крізь сніг (серіал)
- 2019 — AEW Dynamite
- 2018 — Алієніст (телесеріал)
- 2017 — Claws
- 2017 — Drop the Mic
- 2016 — Animal Kingdom
- 2011 — NCAA March Madness
- 1989 — NBA on TNT